# De Kolk (Opmeer)
De Kolk is een buurtschap nabij de plaats Aartswoud binnen de gemeente Opmeer in de provincie Noord-Holland. De buurtschap is gelegen tussen Aartswoud en Lambertschaag aan de N239 / Westfriesedijk (deel van de Westfriese Omringdijk). Het gebied nabij de buurtschap, de Kolk van Dussen, is sinds 2008 ingericht als natuurgebied. Het gebied fungeert tevens als waterbergingsgebied .
De Kolk bestaat uit een aantal woonhuizen, een boerderij en de poldermolen Westuit Nr. 7

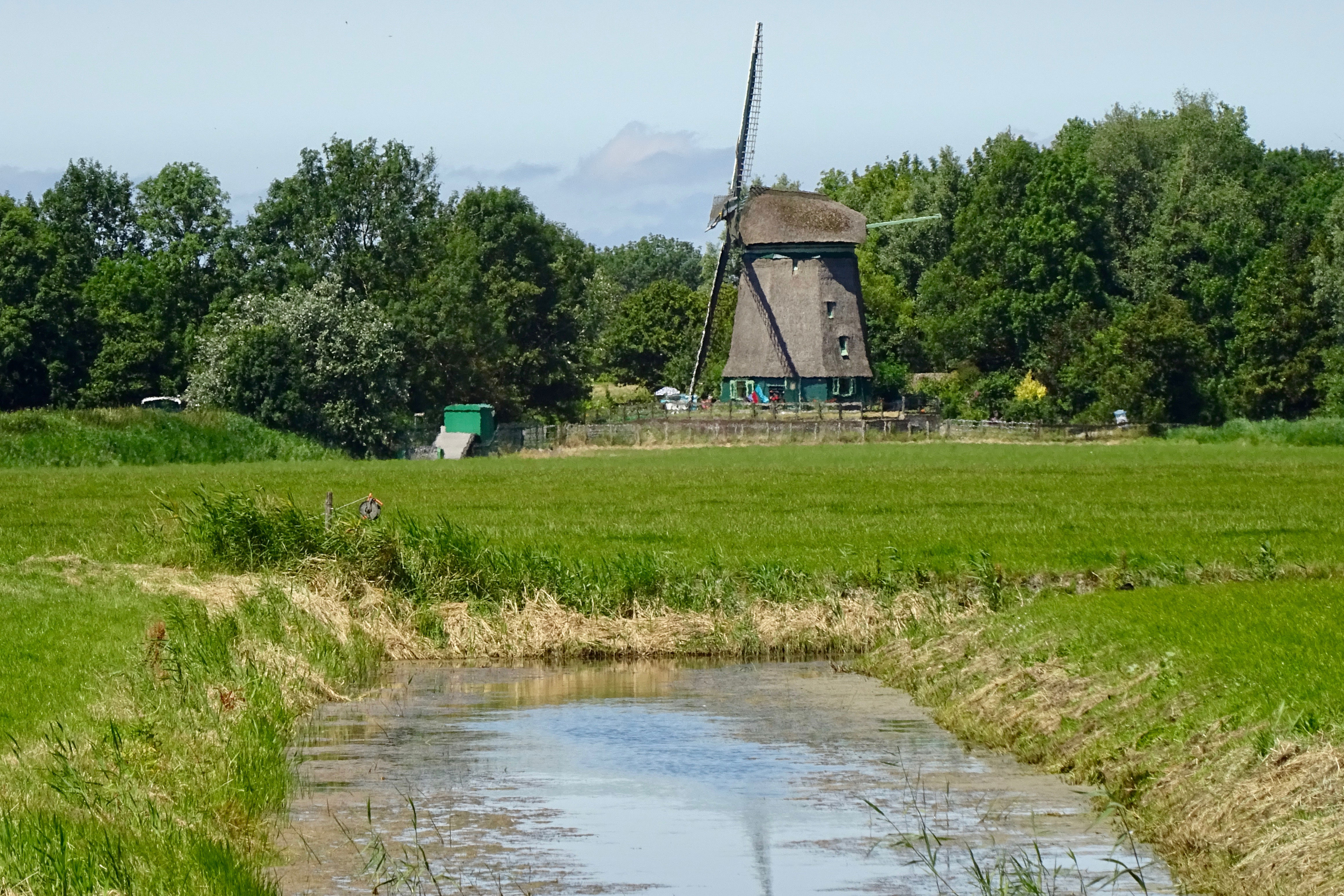
De molen Westuit Nr. 7

Dorpen: Aartswoud · De Weere · Hoogwoud · Opmeer · Spanbroek · Wadway (deels)

Woonplaatsen: Gouwe · Zandwerven     
Buurtschappen: Abbekerkeweere · De Kaag · De Kolk · De Snip · Harderwijk · Lagehoek · Langereis (deels) · Paradijs

Noord-Holland: Steden en dorpen in Noord-Holland      Nederland: Provincies · Gemeenten